# Château de Clusors
Le château de Clusors est un édifice situé à Saint-Menoux, en France.

## Localisation
Le château est situé sur le territoire de la commune de Saint-Menoux, dans le département de l'Allier, en région Auvergne-Rhône-Alpes, à 1 km au nord-est du bourg, le long de la D 58 (route d'Agonges).

## Description
Le château comprenait un logis, une tourelle d'escalier carrée ainsi qu'une enceinte extérieure flanquée de tours rondes. Des transformations ultérieures sont réalisées : nouveaux percements, réaménagement de l'intérieur et agrandissement du bâtiment avec l'ajout d'une aile ouest de style néogothique. La cour comporte également une maison à arcades, une étable-remise, et un pigeonnier. Différents bâtiments agricoles s'organisent autour d'une cour dont une tour ronde et un grenier présentant l'aspect d'une maison forte.

## Historique
Le château de Clusors est situé sur une ancienne motte castrale face à Saint-Menoux et contre la forêt de Bagnolet. Fortifié entre le XIVe siècle et XVe siècle pendant la guerre de Cent Ans. Clusors représentait le pouvoir civil et l’abbaye de Saint-Menoux le pouvoir religieux. De cette époque, il reste quelques bâtiments très intéressants ; une halle, une ancienne garnison ou grenier à blé, un pigeonnier, des tours. En 1569, Nicolas de Nicolay considère le château de Clusors comme un château fort. D’après une lettre du 2 juin 1693, Madame de Montespan écrivait lors d’un de ses séjours à Bourbon, époque où elle avait rompu totalement avec le roi Louis XIV, qu’elle aimait aller chez Pierre Feydeau, grand maitre des eaux et forêts, seigneur de Clusors.
L'édifice est inscrit au titre des monuments historiques par arrêté du 10 septembre 2012.